# Pyrazin
Pyrazin eller 1,4-diazabensen är ett vitt kristallint pulver med en irriterande pyridinaktig lukt. Pyrazin är en svag bas, pKa för korresponderande syra är 1,00. Pyrazin är hygroskopiskt och blandbart med vatten i alla proportioner, något löslig i etanol och dietyleter.

## Förekomst
Derivat av pyrazin finns i en rad naturprodukter och ingår i många färgämnen (azinfärger). Alkylsubstituerade pyraziner bildas vid Maillard-behandling (rostning) av kaffe, jordnötter, chips, knäckebröd med mera och bidrar till dessas arom.

## Besläktade föreningar
- Pyrimidin (1,3-diazabensen, isomer)
- Pyridazin (1,2-diazabensen, isomer)
- Pyridin (azabensen)
- Bensen (utan några kväven)